# António Aleixo
António Fernandes Aleixo OB (Vila Real de Santo António, 18 de fevereiro de 1899 – Loulé, 16 de novembro de 1949) foi um poeta popular português.

## Biografia
Nasceu em Vila Real de Santo António, a 18 de fevereiro de 1899, tendo sido batizado na igreja dessa localidade a 24 de junho do mesmo ano, como filho de José Fernandes Aleixo, tecelão, natural da freguesia de São Clemente, concelho de Loulé, e de Isabel Maria Casimiro, doméstica, natural de Vila Real de Santo António.
Considerado um dos poetas populares portugueses de maior relevo, afirmando-se pela sua ironia e pela crítica social sempre presente nos seus versos, António Aleixo também é recordado como homem simples, humilde e semi-analfabeto, e ainda assim ter deixado como legado uma obra poética singular no panorama literário português da primeira metade do século XX.
No emaranhado de uma vida cheia de pobreza, mudanças de emprego, emigração, tragédias familiares e doenças, na sua figura de homem humilde e simples houve o perfil de uma personalidade rica, vincada e conhecedora das diversas realidades da cultura e sociedade do seu tempo. Do seu percurso de vida fazem parte profissões como tecelão, polícia e servente de pedreiro, trabalho este que, como emigrante, exerceu em França.
De regresso ao seu Algarve natal, estabeleceu-se novamente em Loulé, onde passou a vender cautelas e a cantar as suas produções pelas feiras portuguesas, atividades que se juntaram às suas muitas profissões e que lhe renderia a alcunha de «poeta-cauteleiro».
Faleceu vítima de uma tuberculose, a 16 de novembro de 1949, doença que tempos antes havia também vitimado uma de suas filhas.

## Estilo literário
Poeta possuidor de uma rara espontaneidade, de um apurado sentido filosófico e notável pela «capacidade de expressão sintética de conceitos com conteúdo de pensamento moral», António Aleixo tinha por motivos de inspiração desde as brincadeiras dirigidas aos amigos até à crítica sofrida das injustiças da vida. É notável em sua poesia a expressão concisa e original de uma "amarga filosofia, aprendida na escola impiedosa da vida".
A sua conhecida obra poética é uma parte mínima de um vasto repertório literário. O poeta, que escrevia sempre usando a métrica mais comum na língua portuguesa (heptassílabos, em pequenas composições de quatro versos, conhecidas como "quadras" ou "trovas"), nunca teve a preocupação de registar suas composições. Foi o trabalho de Joaquim de Magalhães, que se dedicou a compilar os versos que eram ditados pelo poeta no intuito de compor o primeiro volume de suas poesias (Quando Começo a Cantar), com o posterior registo do próprio poeta tendo o incentivo daquele mesmo professor, a obra de António Aleixo adquiriu algum trabalho documentado. Antes de Magalhães, contudo, alguns amigos do poeta lançaram folhetos avulsos com quadras por ele compostas, mais no intuito, à época, de angariar algum dinheiro que ajudasse o poeta na sua situação de miséria que com a intenção maior de permanência da obra na forma escrita.
Estudiosos de António Aleixo ainda conjugam esforços no sentido de reunir o seu espólio, que ainda se encontra fragmentado por vários pontos do Algarve, algum dele já localizado. Sabe-se também que vários cadernos seus de poesia, foram cremados como meio de defesa contra o vírus infeccioso da doença que o vitimou, sem dúvida, um «sacrifício» impensado, levado a cabo pelo desconhecimento de seus vizinhos. Foi esta uma perda irreparável de um património insubstituível no vasto mundo da literatura portuguesa.

## A opinião pública e reconhecidos amigos
A partir da descoberta de Joaquim de Magalhães, o grande responsável por "passar a limpo" e registar a obra do poeta, António Aleixo passou a ser apreciado por inúmeras figuras da sociedade e do meio cultural algarvio. Também é digno de registo José Rosa Madeira, que o protegeu, divulgou e coleccionou os seus escritos, contribuindo no lançamento do primeiro livro, Quando Começo a Cantar (1943), editado pelo Círculo Cultural do Algarve.
A opinião pública aceitou a primeira obra de António Aleixo com bom agrado, tendo sido bem acolhida pela crítica. Com uma tiragem de cerca de 1 100 exemplares, o livro esgotou-se em poucos dias, o que proporcionou ao Poeta Aleixo uma pequena melhoria de vida, contudo ensombrada pela morte de uma filha sua, com tuberculose. Desta mesma doença viria o poeta a sofrer pelos tratamentos que a vida lhe foi impondo, tendo de ser internado no Hospital — Sanatório dos Covões, em Coimbra, a 28 de junho de 1943.
Em Coimbra começa uma nova era para o poeta que descobre novas amizades e deleita-se com novos admiradores, que reconhecem o seu talento, de destacar o Dr. Armando Gonçalves, o escritor Miguel Torga, e António Santos (Tóssan), artista plástico e autor da mais conhecida imagem do poeta algarvio, amigo do poeta que nunca o desamparou nas horas difíceis. Os seus últimos anos de vida foram passados, ora no sanatório em Coimbra, ora no Algarve, em Loulé.
A 27 de maio de 1944 recebeu o grau de Oficial da Ordem de Benemerência.

## Homenagens

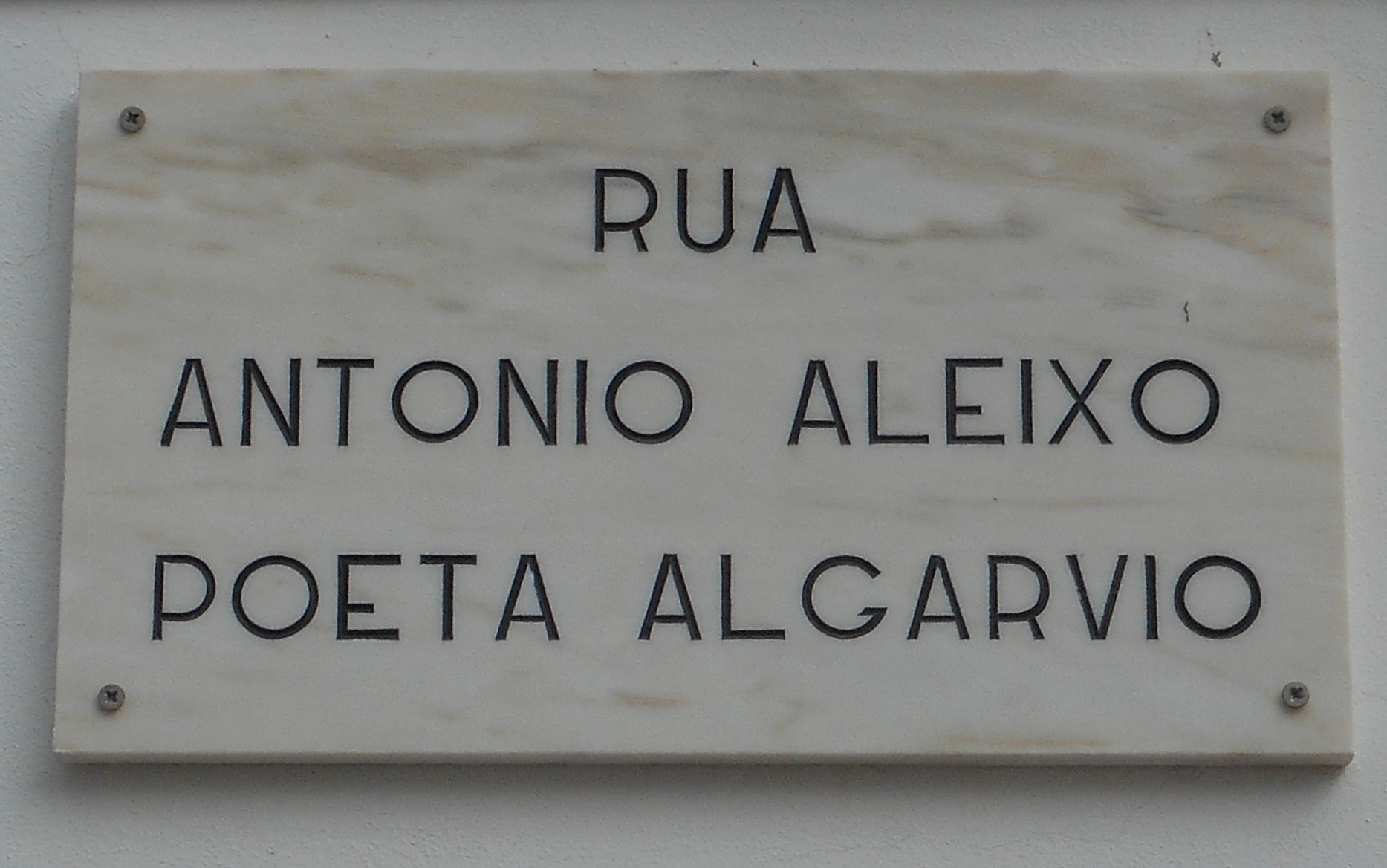
Placa toponímica da Rua António Aleixo, em Paderne.

Em homenagem ao poeta popular e à sua obra, muitos distritos portugueses atribuíram o seu nome a ruas e avenidas e até a diversas escolas e residências, como:
- O Liceu de Portimão passou a chamar-se Escola Secundária Poeta António Aleixo;
- Em Coimbra - Na zona de Sta. Clara e em Brasfemes, (arredores);
- Em Paço de Arcos junto da Escola Náutica também existe uma rua com o nome de António Aleixo;
- Em Odivelas foi dado o nome do poeta a um largo;
- Em Setúbal, o nome do poeta foi também atribuído a uma rua de um bairro da cidade, situado na zona do Centro Hospitalar;
- Em Camarate no Bairro São José;
- Em Albufeira, junto às praias no Algarve, e em muitas ruas espalhadas por esse Portugal fora e não só, pode-se ver e ouvir o nome do Poeta do Povo imortalizado em alguma placa;
- Em Lisboa, na zona do Rato, foi dado o nome do poeta a uma residência da Universidade de Lisboa;[3]
- Há alguns anos também passou a existir a «Fundação António Aleixo» com sede em Loulé e que já usufrui do Estatuto de Utilidade Pública, o que lhe permite atribuir bolsas de estudo aos mais carenciados, facto que deve ser encarado como bastante positivo;
- O reconhecimento a este poeta tem-se repercutido noutros países de língua portuguesa, nos quais o nome de Aleixo foi imortalizado em instituições como, por exemplo, a Escola Poeta António Aleixo no Liceu Católico de São Paulo no Brasil;
- Em Vila Real de Santo António, terra onde nasceu, existem diversas homenagens, a mais proeminente o Centro Cultural António Aleixo, espaço multiusos situado no centro da cidade destinado a sala de exposições, mostras de artistas (pintura, fotografia e escultura), peças de teatro, espetáculos de dança e música e sala de seminários, conferências ou congressos.

José Afonso compôs a Balada Aleixo em sua homenagem.  

## Obra
O cantor do século XX António Fernandes Aleixo está hoje, bem enraizado e presente. As suas obras foram apresentadas na televisão, rádio e demais sistemas de informação, os seus versos incluídos em diversas antologias, o seu nome figura na história da literatura de língua portuguesa, é patrono de instituições e grupos político-culturais, existem medalhas cunhadas e monumentos erigidos em sua honra. Da sua autoria estão publicadas as seguintes obras: 
- Quando começo a cantar – (1943);
- Intencionais – (1945);
- Auto da vida e da morte – (1948);
- Auto do curandeiro – (1949);
- Auto do Ti Jaquim - incompleto (1969);
- Este livro que vos deixo – (1969) - reunião de toda a obra do poeta;
- Inéditos – (1979); tendo sido, estes quatro últimos, publicados postumamente.